# Ligne de Pécs à Bátaszék
La ligne de Pécs à Bátaszék ou ligne 64 est une ancienne ligne de chemin de fer de Hongrie. Mise en service en 1911, elle relie Pécs à Bátaszék ; son exploitation est totalement fermée en 2009.